# 대전 충청남도청 구 관사 1·2·5·6호와 부속창고
대전 충청남도청 구 관사 1·2·5·6호와 부속창고(大田 忠淸南道廳 舊 官舍 一·二·五·六號와 附屬倉庫)는 대전광역시 중구에 있는 일제강점기의 건축물이다. 2004년 9월 4일 대한민국의 국가등록문화재 제101호로 지정되었다.

## 역사
충청남도청의 이전과 동시에 건립이 추진되어 1932년에 충청남도지사공관와 함께 주임관사 1호부터 6호까지 건립되었으나,:32 당시 건립된 3호와 4호는 소실되었다.:33 건립 당시 작성된 자료는 국가기록원에서 소장하고 있다.:15 2002년 8월 23일 충청남도지사공관이 대전광역시의 문화재자료 제49호로 지정되었고, 관사 1호, 2호, 5호, 6호와 그 부속창고는 2004년 9월 4일에 대한민국의 국가등록문화재 제101호로 지정되었다. 충청남도청이 내포신도시로 이전할 때까지 관사로 이용되었다.:32 해당 관사들이 위치한 지역의 명칭이 2018년 공모를 통해 테미오래로 변경되었으며, 2019년 4월 6일에 개관식을 개최하면서 일반 시민에게 전면 개방되었다.

## 구조
북쪽의 집입로에서 남쪽을 등지고 바라보았을 때, 충청남도지사공관을 중심으로 왼쪽에 1호부터 4호 관사가, 오른쪽에 5호와 6호 관사가 배치되어 있다. 여러 채의 관사가 하나의 집단을 이룬 상태로 현존하는 경우는 철도국 관사를 제외하고는 대한민국에서 유일하다.:33

## 갤러리

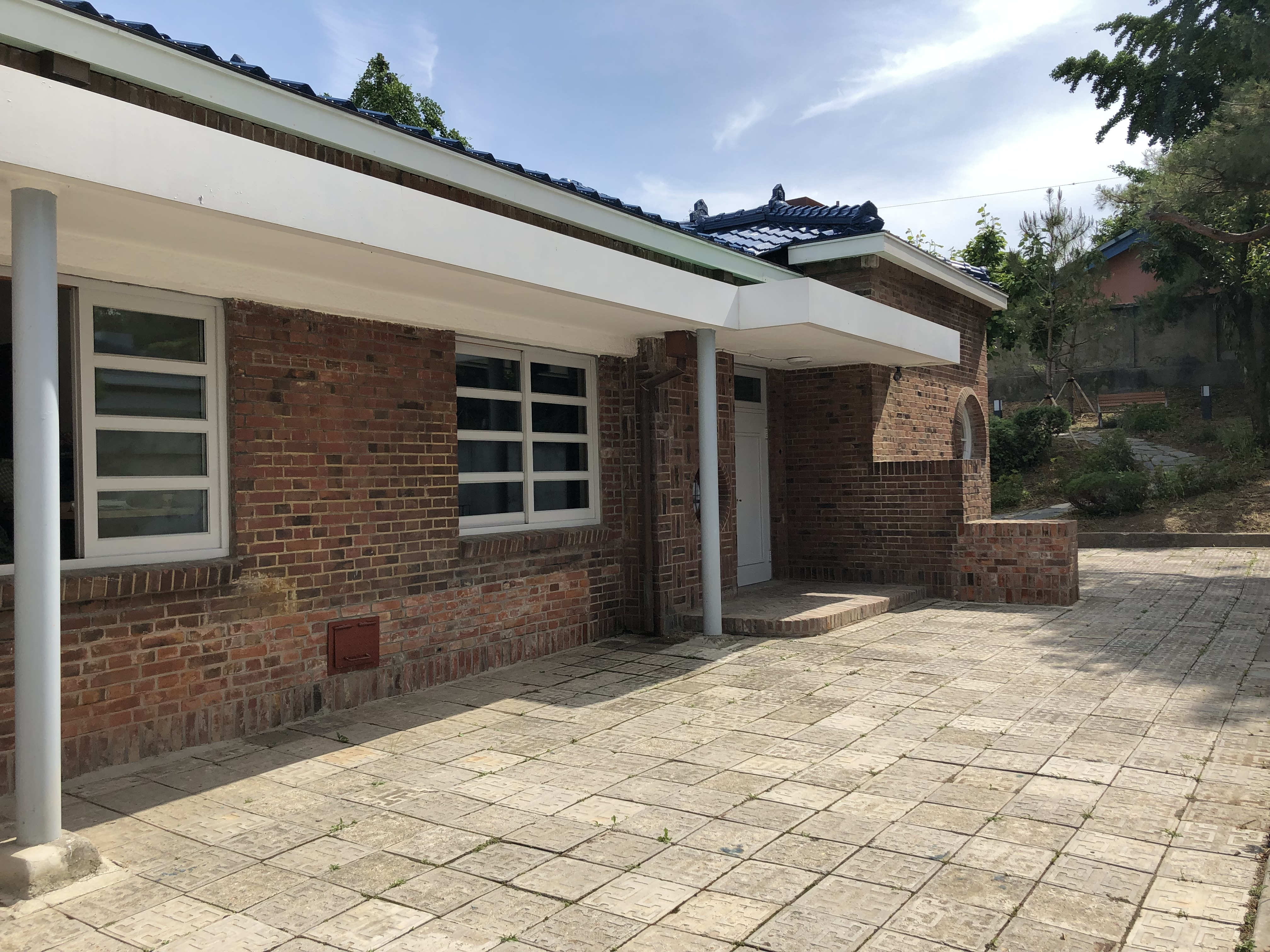
1호 관사
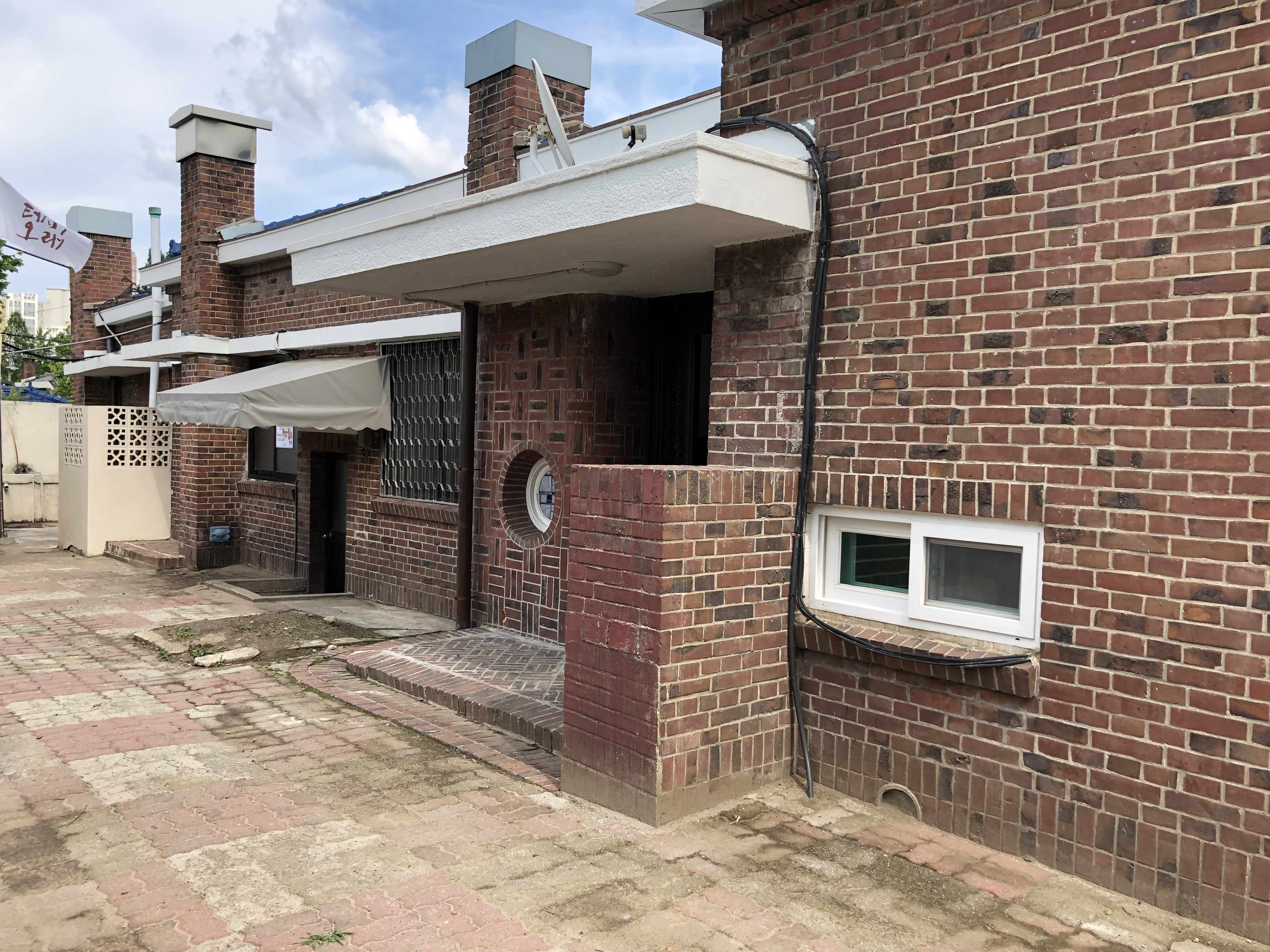
2호 관사
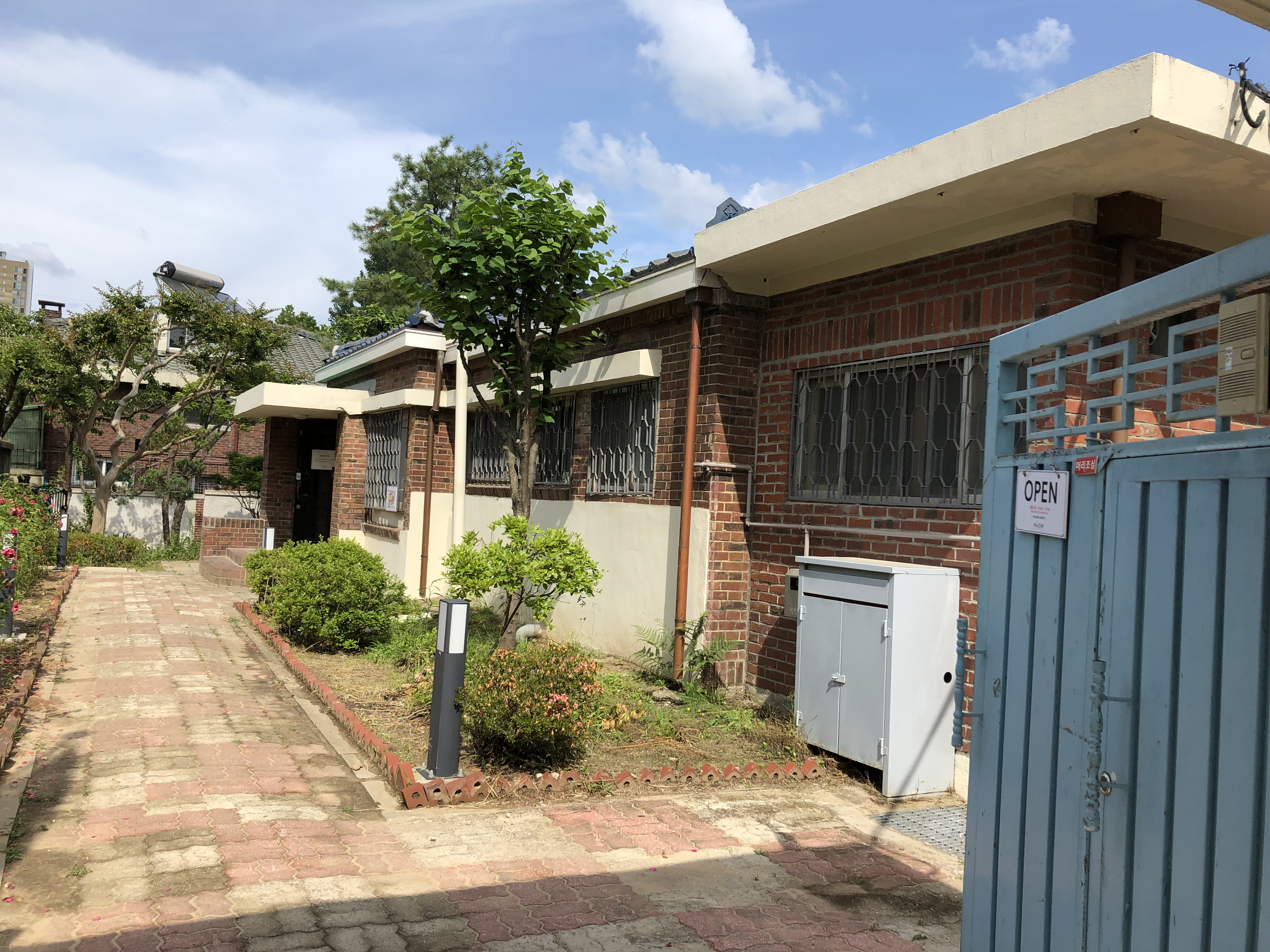
5호 관사
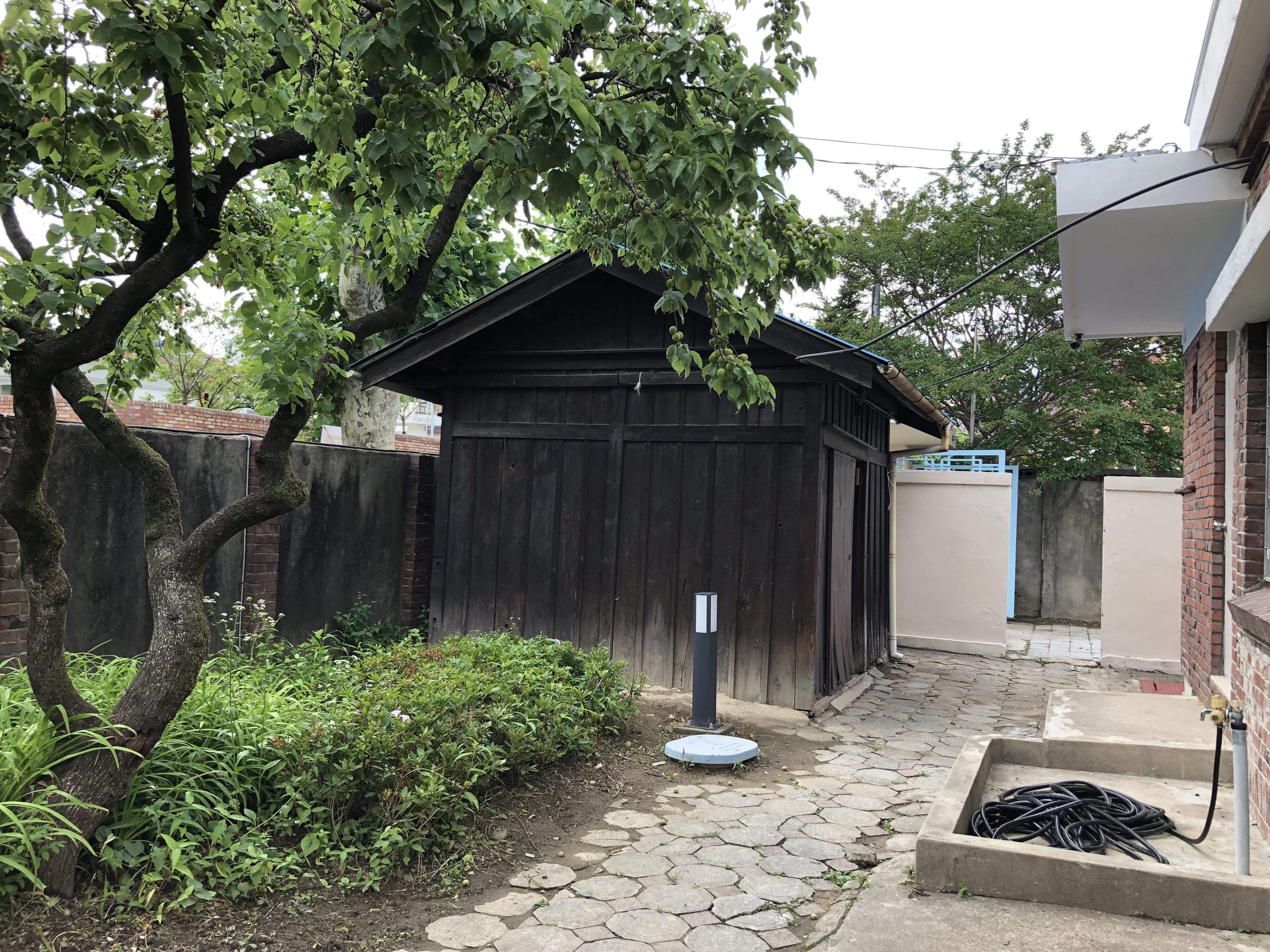
6호 관사 부속창고

## 같이 보기
- 테미오래
- 충청남도지사공관
- 대전 충청남도청 구 본관

## 참고 자료
- 대전 충청남도청 구 관사 1·2·5·6호와 부속창고 - 국가유산청 국가유산포털